# Naučná stezka Údolí Ticha

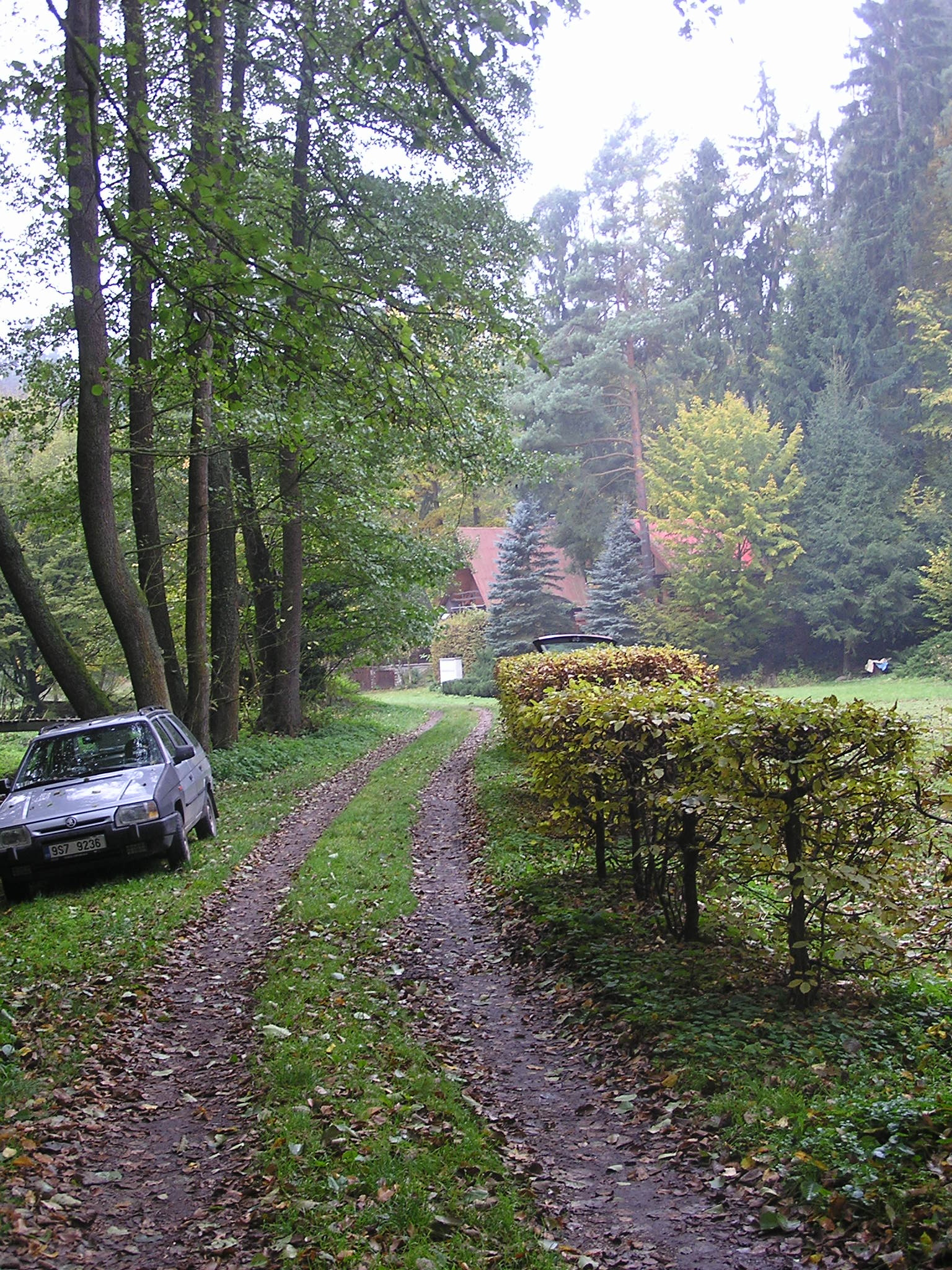
Luční část NS

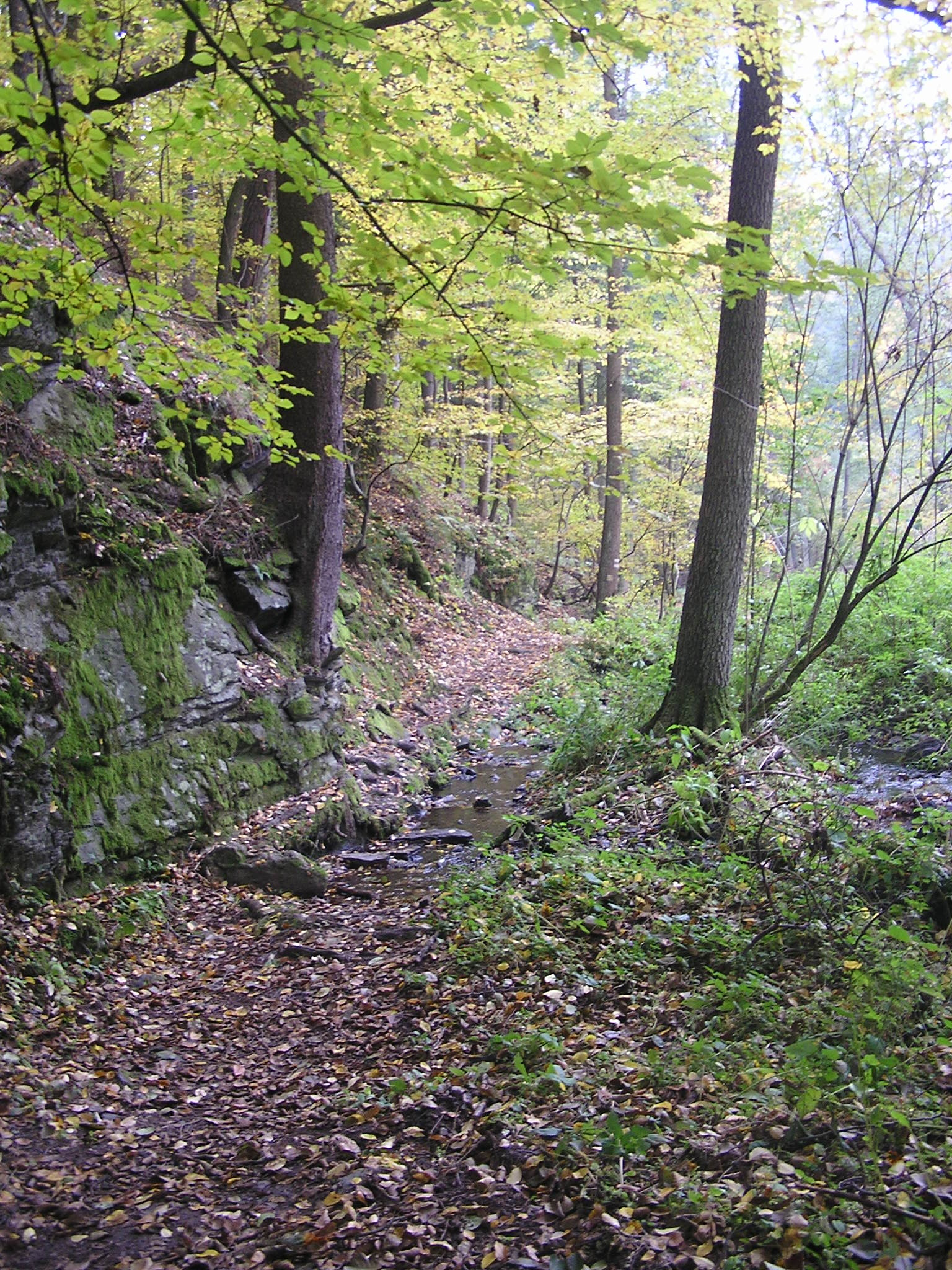
Lesní část NS

Naučná stezka Údolí Ticha je turistická stezka vedoucí od Stroupinského Mlýna nedaleko Hředlí k rozcestí Pod Kamencem nedaleko Kublova, celou cestu podél Pařezového a posléze Kublovského potoka.

## Trasa
Stezka začíná u silnice u Stroupinského Mlýna. Odtud vede loukou a chatovou oblastí. Jsou zde četně rozestavěny naučné tabule zaměřující se na okolní floru a faunu, takže turista se nemůže ztratit, ač stezka není značená. Četnost tabulí je značně redukována na okraji lesa, asi kilometr po začátku stezky. Zde se ovšem na stezku napojuje žlutá turistická trasa vedoucí z Březové. Až k lesu je cesta vhodná i pro cyklisty, v lese to ovšem přestává platit. Chvíli po vstupu do lesa se cesta kříží s cyklostezkou 0055. Kousek za ní musí turista přebrodit potok, kde není žádná lávka. Cesta je zde ve velice špatném stavu, často úplně mizí. V tomto stavu pokračuje ve spojení s turistickou značkou až k rozcestí Pod Kamencem kde končí. Celá trasa měří 3,2 km.

## Historie
Stezka byla založena v roce 2008, ovšem až v roce 2012 byla publikována do map a na server Mapy.cz a byly k ní vydány brožurky.